# Musique provençale
 (novembre 2020).
Si vous disposez d'ouvrages ou d'articles de référence ou si vous connaissez des sites web de qualité traitant du thème abordé ici, merci de compléter l'article en donnant les références utiles à sa vérifiabilité et en les liant à la section « Notes et références ».
La musique provençale est un des éléments de la tradition provençale. On la retrouve typiquement lors des fêtes locales, comme le défilé de la Saint-Éloi ou encore la fête de la Saint-Jean. Le couple galoubet-tambourin en est le représentant le plus emblématique, même si on y trouve aussi d'autres instruments, comme le fifre ou le tambour, la cornemuse, présente dans d'autres régions françaises et pays d'Europe.